# Горка (Чучковское сельское поселение)
Го́рка — деревня в Сокольском районе Вологодской области.
Входит в состав Чучковского сельского поселения, с точки зрения административно-территориального деления — в Чучковский сельсовет. Расположена к югу от автодороги А123.
Расстояние по автодороге до районного центра Сокола — 79 км, до центра муниципального образования Чучкова — 4 км. Ближайшие населённые пункты — Варушино, Огарово, Мамонкино, Покровское.
По переписи 2002 года население — 2 человека.